# Három kicsi nindzsa (film)
A Három kicsi nindzsa (eredeti cím: 3 Ninjas) 1992-ben bemutatott amerikai harcművészeti filmvígjáték, az azonos című filmsorozat első része. Jon Turteltaub rendezte, a főbb szerepekben Victor Wong, Michael Treanor, Max Elliott Slade és Chad Power látható.
Az Amerikai Egyesült Államokban 1992. augusztus 7-én mutatta be a Touchstone Pictures. Bevételi szempontból sikeres volt, de a kritikusok rosszul fogadták. Három további folytatása készült, melyeket már a TriStar Pictures hozott forgalomba: A 3 nindzsa visszarúg (1994), A 3 nindzsa nem hagyja magát (1995) és A 3 nindzsa nem hátrál (1998).

## Cselekmény
A Douglas testvérek, azaz a 12 éves Samuel, a 11 éves Jeffrey és a 6 éves Michael minden nyarukat japán származású nindzsa nagyapjuk, Mori Tanaka házában töltik, ahol nindzsucut tanulnak. A vakáció végén Mori mindhármuknak egy új „nindzsanevet” ad, mely személyiségükre utal: így kapják a Rocky, a Colt és a Tum-Tum neveket. A fiuk apja, Sam Douglas FBI-ügynök álruhában csapdát állít egy Hugo Snyder nevű fegyverkereskedő elfogásához. Snyder el tud menekülni nindzsa csatlósai segítségével és ellátogat Morihoz, egykori üzleti partneréhez. Mori és a gyerekek legyőzik a bűnöző embereit. Snyder megfenyegeti Morit: ha nem győzi meg vejét, hogy hagyjon fel Snyder üldözésével, akkor megtorlásul a családján fog bosszút állni.
Hazatérve a fiuk találkoznak a munkába belefásult apjukkal, aki rossz szemmel nézi apósa tanításait, nem érdekli, miket tanultak a gyerekei nyáron és új neveiket sem használja. Snyder a Douglas-gyerekek elraboltatását tervezi, így gyakorolva nyomást az ügynökre. Jobbkeze, Nigel Brown felbéreli unokaöccsét, a kisstílű szörfös tolvaj Festert és annak haverjait, Hammert és Marcust. A bűnöző trió követi a gyerekeket az iskolába, akik Rocky lánybarátjával, Emilyvel együtt bicikliznek. Emily leszakad a többiektől és egy csapatnyi iskolai kötekedő elveszi tőle a kerékpárját. A fiuk kihívják egy kosármeccsre  a tolvajokat, legyőzik őket és visszaszerzik a járművet. 
Colt megtudja, hogy apjuk Snyder után nyomoz, valamint Mori és Snyder valaha üzlettársak voltak. Fester és bűntársai betörnek a Douglas-házba, a gyerekek betörőnek hiszik őket, és nindzsaruhába öltözve, változatos és kreatív módszerekkel sikeresen felveszik ellenük a harcot. Fester Rocky házi készítésű telefonját használva átcsalogatja és túszul ejti Emilyt, ezután Snyder helyszínre érkező, nagydarab testőre, Rushmore felülkerekedik a három nindzsán és Snyder hajójára hurcolja őket. A testvérek kiszabadulnak és együttes erővel legyőzik Rushmore. Eközben Mori is bejut a hajóra, legyőzi Snyder számos emberét és őt magát is küzdelemre hívja, cserébe unokái szabadságáért. A fiatalabb és erősebb Snyder, csalással felülkerekedik ellenfelén, de Mori a szájába tömi Tum-Tum cukorkáit és legyőzi a bűnözőt. A dühödt Snyder fegyvert ragad, de Sam és a kiérkező ügynökök ártalmatlanná teszik, majd letartóztatják a gengsztereket. 
Sam beleegyezik abba, hogy fiai továbbra is nagyapjukkal tölthessék a nyarat, majd munka helyett pizzázni viszi családját.

## Szereplők
| Színész               | Szerep                     | Magyar hang            | Magyar hang       |
| Színész               | Szerep                     | 1. szinkron            | 2. szinkron       |
| --------------------- | -------------------------- | ---------------------- | ----------------- |
| Michael Treanor       | Samuel "Rocky" Douglas Jr. | Szőke András           | Czető Roland      |
| Max Elliott Slade     | Jeffrey "Colt" Douglas     |                        | Baráth István     |
| Chad Power            | Michael "Tum-Tum" Douglas  |                        | Gacsal Ádám       |
| Victor Wong           | Mori Tanaka nagypapa       | Szabó Ottó             | Pálfai Péter      |
| Alan McRae            | Sam Douglas FBI-ügynök     | Rosta Sándor           | Németh Gábor      |
| Margarita Franco      | Jessica Douglas            | Spilák Klára           | Csampisz Ildikó   |
| Rand Kingsley         | Hugo Snyder                | Sinkovits-Vitay András | Haás Vander Péter |
| Joel Swetow           | Mr. Nigel Brown            | Kassai Károly          | Tarján Péter      |
| Professor Toru Tanaka | Rushmore                   |                        |                   |
| Patrick Labyorteaux   | Fester                     | Boros Zoltán           | Sótonyi Gábor     |
| Kate Sargeant         | Emily                      | Dögei Éva              | Czető Zsanett     |
| Clifton Powell        | Jerry Kurl FBI-ügynök      |                        |                   |

## Fogadtatás
A film mindössze 2,5 millió dollárból készült, de kb. 29 millió dolláros bevételt termelt. Így a költségvetés-profit arányát tekintve az 1992-es év legjövedelmezőbb filmje lett.

## Fordítás
- Ez a szócikk részben vagy egészben  a(z)   3 Ninjas (film) című angol Wikipédia-szócikk ezen változatának fordításán alapul.  Az eredeti cikk szerkesztőit annak laptörténete sorolja fel. Ez a jelzés csupán a megfogalmazás eredetét és a szerzői jogokat jelzi, nem szolgál a cikkben szereplő információk forrásmegjelöléseként.